# الحركة الشيوعية الجديدة
كانت الشيوعية الجديدة حركة سياسية يسارية متنوعة، أساسًا داخل الولايات المتحدة خلال سبعينيات وثمانينيات القرن العشرين. نشأت بوصفها حركة يسارية جديدة تمثل مجموعة متنوعة من الماركسيين اللينينيين والماويين المستلهمين من الثورات الكوبية والصينية والفيتنامية. أكدت هذه الحرك معارضتها للعنصرية والتحيز الجنسي، والتضامن مع شعوب العالم الثالث المقهورة، وإرساء الاشتراكية عن طريق الثورات الشعبية. حسب المؤرخ والناشط في الحركة الشيوعية الجديدة ماكس إلباوم، كان لدى الحركة ما يقدر بنحو 10 آلاف عضو من الكوادر في ذروة تأثيرها.

## تاريخ

### الأصول
كانت الثقافة الأمريكية في فترة ما بعد الحرب العالمية الثانية شديدة الميول للتيار المحافظ، إذ قمعت أغلب المكونات الراديكالية واليساريين السياسيين من خلال السياسات المناهضة للشيوعية التي تبناها جوزيف مكارثي، والتي أدت إلى محاكمة واحتجاز وإدراج المئات من الماركسيين المزعومين على القائمة السوداء.
كان الحزب الشيوعي المنظمة اليسارية الأكبر والأكثر نفوذًا في الولايات المتحدة، الذي حقق أكبر قدر من النفوذ خلال أزمة الكساد الكبير والحرب العالمية الثانية، قبل تراجعه في سنوات ما بعد الحرب بسبب عدد من العوامل التي شملت قمع الدولة (المكارثية، قانون سميث، ومحاكمة روزنبرغ، إلخ)، فضلًا عن الانقسامات الأيديولوجية الداخلية داخل الحزب. كثيرًا ما خاب أمل الأعضاء بسبب خضوع قيادة الحزب الرسمي لأيديولوجيا الاتحاد السوفيتي، إذ دافع الحزب عن العديد من الإجراءات المثيرة التي نفذتها الحكومة السوفيتية.
كان ذلك الوقت لحظة حاسمة في الحركة الماركسية في الولايات المتحدة والعالم، حين ترك العديد من كبار الأعضاء المنظمة بسبب نظرة التعديل التاريخي التي تبناها كروتشيف في سعيه نحو سياسة التعايش السلمي مع الغرب الرأسمالي، والتي كانت تعتبر خروجًا جوهريًا عن الاشتراكية الثورية والعناصر المناهضة للإمبريالية في الماركسية اللينينية. تأثرت الحركة الشيوعية الجديدة بالأحداث العالمية وقتئذ، ولا سيما الثورة الكوبية في عام 1959، والثورة الثقافية الصينية، وانتفاضة «ماي ديه» الفرنسية، وحركة القوة السوداء. وكان العديد من المشاركين الأوائل في حركة الشيوعية الجديدة أعضاء سابقين في منظمة طلاب اليسار الجديد من أجل مجتمع ديمقراطي. انبثقت الحركة من رحم حركات متميزة عديدة في الولايات المتحدة خلال أواخر الستينيات، إذ حدد المؤرخ ماكس إلباوم حركات من أبرزها حزب الفهود السود، وطلاب من أجل مجتمع ديمقراطي، وحزب العمل التقدمي.

### الاتحاد الثوري / الحزب الشيوعي الثوري
من بين أبرز جماعات الحركة الشيوعية الجديدة؛ الاتحاد الثوري لمنطقة الخليج (الذي اختصر لاحقًا إلى الاتحاد الثوري)، الذي تشكل على يد الناشطين ستيف هاملتون، وليبل برجمان، وبوب أفاكيان، وبروس فرانكلين، واكتسب القسم الأكبر من أعضائه من الطلاب المنتمين إلى منظمة طلاب من أجل مجتمع ديمقراطي.
انتظم الاتحاد الثوري على خطى النظرية الماركسية اللينينية الماوية المعادية للرجعية، مع التركيز على النضال من أجل تحرير السود وتحرير جميع الشعوب المستعمرة داخل الولايات المتحدة وخارجها، وتبلورت هذه الفلسفة السياسية في كتيب صدر عام 1969 تحت عنوان «الأوراق الحمر» (التي عرفت لاحقًا باسم الأوراق الحمر الأولى، بعد منشورات لاحقة).
خلال السبعينيات، بدأت الاتحاد الثوري في كسب نفوذ داخل منظمة قدامى المحاربين في فيتنام ضد الحرب، حيث صوت المجلس الوطني الذي هيمن عليه الاتحاد الثوري على دمج نفسه على نحو مثير للجدل ضمن الاتحاد في أبريل 1975، ما تسبب في مغادرة عدد كبير من الأعضاء منظمة قدامى المحاربين. في سبتمبر التالي، صوت الاتحاد الثوري على حل نفسه وتأسيس الحزب الشيوعي الثوري للولايات المتحدة الأمريكية.

### عصبة أكتوبر
تأسست المنظمة السابقة للحزب الشيوعي (الماركسي اللينيني)، عصبة أكتوبر (الماركسي اللينيني)، في عام 1971 على يد عديد من الجماعات المحلية، التي نشأ العديد منها عن المنظمة الطلابية الراديكالية «طلاب من أجل مجتمع ديمقراطي» بعد انحلالها في عام 1969. كان مايكل كلونسكي، الذي كان زعيمًا وطنيًا لمنظمة طلاب من أجل مجتمع ديمقراطي في أواخر ستينيات القرن العشرين، الزعيم الرئيسي للحزب الشيوعي (الماركسي اللينيني).
انبثقت عصبة أكتوبر عن التجمع الشبابي الثوري الثاني في منظمة طلاب من أجل مجتمع ديمقراطي. في أوائل السبعينيات، اتخذت عصبة أكتوبر مواقف تعارضت مع معظم مبادئ اليسار الأمريكي، بما في ذلك معارضة تحرر المثليين ودعم الشاه الإيراني، الذي رأوا أن نظامه بمثابة حصن ضد الإمبريالية الاجتماعية السوفييتية.
أقامت عصبة أكتوبر نفوذًا داخل بعض منظمات الحقوق المدنية القائمة آنذاك، بما فيها مؤتمر القيادة المسيحية الجنوبية وصندوق التعليم لمؤتمر الجنوب، الذي كان تحت تأثير الحزب الشيوعي الأمريكي الموجه من موسكو.
في أواخر عام 1975، نظموا «مؤتمر المقاومة الوطنية» الذي شارك فيه 1000 مشارك، وحضره ممثلون عن حركة 29 أغسطس، ومؤتمر الشعب الأفريقي، واللجنة التنظيمية الماركسية اللينينية في سان فرانسيسكو. كان لديهم أيضًا فريق من الشباب يدعى منظمة الشبيبة الشيوعية.

### مذبحة جرينسبورو
في 3 1979، قتل أربعة من أعضاء حزب العمال الشيوعي وأحد المتظاهرين الشباب على يد أعضاء في حركة كو كلوكس كلان والحزب النازي الأمريكي خلال «مسيرة الموت لكلان» التي نظمها حزب العمال الشيوعي. سبق ذلك الحدث خطاب تحريضي من كلا الجانبين. قدم حزب العمال الشيوعي بداية إلى جرينسبورو لدعم نشاط حقوق العمال الذين كان أغلبهم عاملين سود في صناعة المنسوجات في المنطقة. كان المسيرة جزءًا من هدف أكبر. كان لدى قسم شرطة مدينة جرينسبورو مُبلغ (مخبر) ضمن مجموعة كو كلوكس كلان والحزب النازي الأمريكي، وأبلغهم بأن كلان تجهز للقيام بأعمال عنف مسلح.

### ائتلاف رينبو
كان ائتلاف رينبو حركة متعددة الثقافات تأسست في 4 أبريل عام 1969 في شيكاغو بولاية إلينوي على يد فريد هامبتون من حزب الفهود السود، إلى جانب وليام «بريتشرمان» من منظمة الوطنيين الشباب وخوسيه تشا تشا جيمينيز مؤسس حزب اللوردات الشباب. كانت تلك أول منظمة بين عدة منظمات في القرن العشرين يقودها السود تستخدم مفهوم «ائتلاف رينبو».

### السبعينيات والثمانينيات
كانت حركة طلاب من أجل مجتمع ديمقراطي قد بدأت، كإحدى مبادراتها الأخيرة، بمغادرة الحرم الخاص بها وتنظيم صفوفها في أحياء الطبقة العاملة. عرف بمشاركة جماعات متشددة من أمثال «ويذر أندرغراوند» في هذه الحركة. لاحقًا، أنشأ بعض الأعضاء السابقين منظمات محلية واصلت على نفس الوتيرة، وحاولوا إيجاد دعم نظري لعملهم ضمن كتابات فلاديمير لينين وماو تسي تونغ وجوزيف ستالين. كان ينظر إلى الماوية آنذاك باعتبارها أكثر ثورية من الشيوعية التي أيدها الاتحاد السوفييتي في مرحلة ما بعد ستالين. نتيجة لذلك، أشارت أغلب منظمات الحركة الشيوعية الجديدة إلى أيديولوجيتها باعتبارها فكرًا نابعًا من الماركسية اللينينية الماوية، ورفضت ما رأت أنه انتقال الاشتراكية إلى الاتحاد السوفييتي المعاصر.
وعلى غرار الاتجاه العام لليسار الجديد في أواخر ستينيات القرن العشرين، رفضت هذه المنظمات الجديدة الحزب الشيوعي في الولايات المتحدة ما بعد عام 1956 بوصفها رجعية، أو مناهضة للثورة، كما رفضت التروتسكية وحزب العمال الاشتراكي لمعارضتهما النظرية للماوية.
حاولت هذه المجموعات، التي تألفت من طلاب سابقين، إقامة روابط مع الطبقة العاملة من خلال البحث عن عمل في المصانع والصناعات الثقيلة، ولكنها مالت أيضًا إلى مدرسة العالم الثالث، فدعمت جبهات التحرير الوطنية من مختلف الأنواع، بما في ذلك حزب الفهود السود (الذي كان في انحدار وقتئذ)، والثورة الكوبية، والجبهة الوطنية لتحرير فيتنام. أيدت منظمات الحركة الشيوعية الجديدة الحق تقرير المصير الوطني لمعظم الجماعات العرقية، لا سيما للسود والمتحدرين من أصل لاتيني في الولايات المتحدة. عالجت تلك المنظمات مشاكل التحيز الجنسي والعنصرية، من خلال إعرابها عن التأييد الثابت لتقرير المصير وسياسات الهوية، ورأت أنها تعالج مشاكل لم تخض فيها مجموعات الستينيات. غير أن مجموعات مختلفة من الحركة توصلت إلى هذا الاستنتاج نفسه عبر طرق مختلفة تمامًا.